# Turnaj LIHG 1913
Hokejový turnaj ve Svatém Mořici se konal od 22. – 24. února 1913. Turnaje se zúčastnilo pět mužstev, která se utkala jednokolově systémem každý s každým. Jednotlivé země reprezentovali: Berliner SC, Prince’s IHC London, CP Paris, Čechy (Česká sportovní společnost společně se SK Slavia) i Švýcarsko reprezentovaly kombinovaná mužstva.

## Výsledky a tabulka
|    |                | GER  | GBR | FRA  | BOH | SUI  | V | R | P | Skóre | B |
| 1. | Německo        | ***  | 2:1 | 2:4  | 7:0 | 13:0 | 3 | 0 | 1 | 24:5  | 6 |
| 2. | Velká Británie | 1:2  | *** | 2:0  | 3:0 | 8:1  | 3 | 0 | 1 | 14:3  | 6 |
| 3. | Francie        | 4:2  | 0:2 | ***  | 2:1 | 6:1  | 2 | 0 | 2 | 12:6  | 6 |
| 4. | Čechy          | 0:7  | 0:3 | 1:2  | *** | 4:1  | 1 | 0 | 3 | 5:13  | 2 |
| 5. | Švýcarsko      | 0:13 | 1:8 | 1:16 | 1:4 | ***  | 0 | 0 | 4 | 3:33  | 0 |

  Francie -  Čechy 2:1
21. února 1913 – Svatý Mořic
Čechy: Miroslav Nový - Jan Pallausch, Jan Fleischmann - Josef Šroubek - Jaroslav Jarkovský, Jaroslav Jirkovský, Otakar Vindyš
 Švýcarsko -  Velká Británie 1:7
21. února 1913 – Svatý Mořic
 Německo –  Francie 2:4
22. února 1913 – Svatý Mořic
Německo: Artur Boak – Alfred Steinke, Walter Sachs – Nils Molander – Hans Georgii, Charles Hartley, Franz Lange.
 Švýcarsko -  Francie 1:6
22. února 1913 – Svatý Mořic
 Německo –  Čechy 7:0
23. února 1913 – Svatý Mořic
  Velká Británie -  Francie 2:0 
23. února 1913 – Svatý Mořic
 Švýcarsko -  Německo 0:13
23. února 1913 – Svatý Mořic
 Švýcarsko -  Čechy  1:4 
24. února 1913 – Svatý Mořic
Čechy: Jan Peka – Jan Fleischmann, František Rublič – Josef Šroubek, Jaroslav Jarkovský, Jaroslav Jirkovský – Jan Pallausch.
 Německo –  Velká Británie 2:1
24. února 1913 – Svatý Mořic
 Velká Británie –  Čechy  3:0
21. února 1913 – Svatý Mořic

## Soupisky
1.  Německo

Brankář: Arthur Boak.

Hráči: Alfred Steinke, Bruno Grauel, Charles Hartley (USA), Franz Lange, Hans Georgii (SWE), Nils Molander (SWE), Johan Ollus (FIN), Walter Sachs.
2.  Velká Británie

Brankář: Chaloner Caffyn.

Hráči: Jack Cawthra, Ross Cuthbert, Harold Duden, John Freke, Arthur Lawson, Peter Patton, K. Stewart.
3.  Francie

Brankář: George Le Messurier. 

Hráči: Pierre Charpentier, Alfred de Rauch, Robert Lacroix, Landais, Robert Masson, Hugh Pedley, Robert Simond.
4.  Čechy

Brankář: Jan Peka, Miroslav Nový.

Hráči: Jan Fleischmann, Miloslav Fleischmann, Jaroslav Jirkovský, Jaroslav Jarkovský, Jan Palouš, František Rublič, Josef Šroubek, Otakar Vindyš.
5.  Švýcarsko

Brankář: A. Ewald. 

Hráči: Bernard Bossi, Roger Burr, Ivan Chinnery, J.A. Daeschner, Gabriel Koussis, Max Sillig, Walter Stoos, H. Taylor, B. Tuck.